# Slavkov, Uherské Hradiště
Slavkov là một làng thuộc huyện Uherské Hradiště, vùng Zlínský, Cộng hòa Séc.